# Ray Yoshida
Ray Yoshida (Kapaa, 3 oktober 1930 - Kauai, 17 januari 2009)  was een Amerikaans beeldend kunstenaar. Yoshida was bekend om zijn geheimzinnige, semi-abstracte schilderwerken en collages. Hij gaf gedurende vier decennia les aan het befaamde "Art Institute"  van Chicago en beïnvloedde vele generaties vooraanstaande kunstenaars. Hij was afkomstig uit Hawaï en stierf er ook begin 2009 aan kanker. Zijn vader was een Japans immigrant.
Hij was een der meest bewonderde leden van het zg. "imagisme" van Chicago of "School van Chicago". In tegenstelling tot de kunstwereld uit New York, die het in de tweede helft van de 20e eeuw vooral moest hebben van het abstracte, het conceptualisme en de koele vormen van de popart, was de kunstscene van Chicago  gericht op het surrealisme, de fantasie en de humor. Yoshida's eerste belangrijk werk waren collages die bestonden uit kleine afbeeldingen en delen van afbeeldingen uitstrips die in rastervorm geschikt werden op bladen papier. In de jaren 1970 ging Yoshida meer schilderen, maar hij keerde in de jaren 90 terug naar collages van stripafbeeldingen. In zijn schilderwerken creëerde Yoshida raadselachtige, stripachtige beelden van gestileerde figuren in kamers, op trappen en in landschappen. 
Zijn werk hangt onder meer in het Museum of Contemporary Art in Chicago, het Art Institute of Chicago, het National Museum of American Art, Smithsonian Institution, het Hawaii State Art Museum en het Everson Museum.